# Municipio de Lone Tree (Minnesota)
El municipio de Lone Tree (en inglés: Lone Tree Township) es un municipio ubicado en el condado de Chippewa en el estado estadounidense de Minnesota. En el año 2010 tenía una población de 199 habitantes y una densidad poblacional de 2,12 personas por km².

## Geografía
El municipio de Lone Tree se encuentra ubicado en las coordenadas 45°1′41″N 95°18′56″O / 45.02806, -95.31556. Según la Oficina del Censo de los Estados Unidos, el municipio tiene una superficie total de 93.89 km², de la cual 93,88 km² corresponden a tierra firme y (0 %) 0 km² es agua.

## Demografía
Según el censo de 2010, había 199 personas residiendo en el municipio de Lone Tree. La densidad de población era de 2,12 hab./km². De los 199 habitantes, el municipio de Lone Tree estaba compuesto por el 95,98 % blancos, el 0,5 % eran amerindios, el 3,02 % eran isleños del Pacífico y el 0,5 % eran de una mezcla de razas. Del total de la población el 2,01 % eran hispanos o latinos de cualquier raza.